# Élections municipales de 2013 dans Le Haut-Richelieu
Pour un article plus général, voir Élections municipales de 2013 en Montérégie.
Cet article concerne les élections municipales de 2013 en Montérégie dans la municipalité régionale de comté du Haut-Richelieu.

## Clarenceville
| Candidats pour la mairie       | Vote | %     |
| ------------------------------ | ---- | ----- |
| Renée Rouleau                  | 315  | 46,67 |
| Thérèse Lacombe                | 249  | 36,86 |
| Louis Hak (Sortant)            | 111  | 16,44 |
| Taux de participation : 67,1 % |      |       |

| Candidats conseiller #1   | Vote | %     |
| ------------------------- | ---- | ----- |
| Linda Davignon            | 369  | 55,42 |
| Pierre Boisvert (Sortant) | 285  | 43,58 |

| Candidats conseiller #2                       | Vote | %     |
| --------------------------------------------- | ---- | ----- |
| Pierre Shedrick                               | 335  | 50,15 |
| Deborah Nicholson                             | 169  | 25,30 |
| Margaret Donna Howarth Schoolcraft (Sortante) | 164  | 24,55 |

| Candidats conseiller #3 | Vote | %     |
| ----------------------- | ---- | ----- |
| Mélanie Grimard         | 383  | 59,10 |
| Réjean Aumont           | 265  | 40,90 |

| Candidats conseiller #4 | Vote | %     |
| ----------------------- | ---- | ----- |
| Carol Venneman          | 554  | 82,20 |
| Alexander Kowal         | 120  | 17,80 |

| Candidats conseiller #5 | Vote | %     |
| ----------------------- | ---- | ----- |
| Chad Whittaker          | 466  | 70,18 |
| Yves Barrière (Sortant) | 198  | 29,82 |

| Candidats conseiller #6 | Vote | %     |
| ----------------------- | ---- | ----- |
| David Adams (Sortant)   | 531  | 78,09 |
| Robert Boudreau         | 149  | 21,91 |

## Henryville
| Candidats pour la mairie       | Vote | %     |
| ------------------------------ | ---- | ----- |
| Andrée Clouâtre                | 526  | 68,67 |
| Serges Lafrance (Sortant)      | 240  | 31,33 |
| Taux de participation : 65,3 % |      |       |

| Candidats conseiller #1         | Vote            | %               |
| ------------------------------- | --------------- | --------------- |
| Danielle Charbonneau (Sortante) | Sans opposition | Sans opposition |

| Candidats conseiller #2 | Vote            | %               |
| ----------------------- | --------------- | --------------- |
| Isabelle Deland         | Sans opposition | Sans opposition |

| Candidats conseiller #3 | Vote            | %               |
| ----------------------- | --------------- | --------------- |
| Léo Choquette (Sortant) | Sans opposition | Sans opposition |

| Candidats conseiller #4    | Vote            | %               |
| -------------------------- | --------------- | --------------- |
| Daniel Thimineur (Sortant) | Sans opposition | Sans opposition |

| Candidats conseiller #5 | Vote            | %               |
| ----------------------- | --------------- | --------------- |
| Valérie Lafond          | Sans opposition | Sans opposition |

| Candidats conseiller #6 | Vote            | %               |
| ----------------------- | --------------- | --------------- |
| Francine Grenon         | Sans opposition | Sans opposition |

## Lacolle
| Partis                         | Partis          | Candidats pour la mairie | Vote | %     |
| ------------------------------ | --------------- | ------------------------ | ---- | ----- |
|                                | Équipe Béliveau | Roland-Luc Béliveau      | 664  | 60,81 |
|                                | Indépendant     | Michel Robidoux          | 426  | 39,19 |
| Taux de participation : 52,7 % |                 |                          |      |       |

| Partis | Partis          | Candidats conseiller #1 | Vote | %     |
| ------ | --------------- | ----------------------- | ---- | ----- |
|        | Équipe Béliveau | Martin Lebrun (Sortant) | 571  | 52,92 |
|        | Indépendante    | Suzanne Lacroix         | 508  | 47,08 |

| Partis | Partis          | Candidats conseiller #2 | Vote            | %               |
| ------ | --------------- | ----------------------- | --------------- | --------------- |
|        | Équipe Béliveau | Patrice Deneault        | Sans opposition | Sans opposition |

| Partis | Partis          | Candidats conseiller #3 | Vote | %     |
| ------ | --------------- | ----------------------- | ---- | ----- |
|        | Équipe Béliveau | Jacques Lemaistre-Caron | 690  | 63,83 |
|        | Indépendante    | Annick Tardif           | 293  | 27,10 |
|        | Indépendante    | Sylvie Royer (Sortante) | 98   | 9,07  |

| Partis | Partis          | Candidats conseiller #4     | Vote | %     |
| ------ | --------------- | --------------------------- | ---- | ----- |
|        | Équipe Béliveau | France Murray               | 730  | 67,28 |
|        | Indépendante    | Nathalie Lemieux (Sortante) | 355  | 32,72 |

| Partis | Partis          | Candidats conseiller #5 | Vote | %     |
| ------ | --------------- | ----------------------- | ---- | ----- |
|        | Équipe Béliveau | Hugo Perras             | 562  | 51,37 |
|        | Indépendant     | Christian Cloutier      | 344  | 31,44 |
|        | Indépendante    | Roger Demers            | 188  | 17,18 |

| Partis | Partis          | Candidats conseiller #6     | Vote | %     |
| ------ | --------------- | --------------------------- | ---- | ----- |
|        | Équipe Béliveau | Pierre Bilodeau             | 573  | 53,10 |
|        | Indépendant     | Stéphane Rousseau (Sortant) | 256  | 23,73 |
|        | Indépendant     | Harold Audit                | 250  | 23,17 |

- Élection partielle au poste de conseiller #1 en avril 2015[1].
  - Organisée en raison de la destitution du conseiller Martin Lebrun pour cause d'absentéisme répétée aux séances du conseil municipal[1].
  - Harold Audit, conseiller entre 2005 et 2009 et défait en 2013, redevient conseiller en 2015[2].

- Démission du conseiller #3 Jacques Lemaistre-Caron en raison d'un désaccord avec le conseil municipal dans le courant de l'année 2016[3].
  - Élection par acclamation de Michel Guyon au poste de conseiller #3 durant l'été 2016[4].

| Candidats conseiller #3 | Vote            | %               |
| ----------------------- | --------------- | --------------- |
| Michel Guyon            | Sans opposition | Sans opposition |

- Élection partielle au poste de conseiller #6 le 18 septembre 2016[4].
  - Organisée en raison de la démission du conseiller Pierre Bilodeau pour dénoncer le dysfonctionnement du conseil municipal et pour raisons de santé[5].
  - Élection de Christian Cloutier au poste de conseiller #6[4].

| Christian Cloutier                           | 290 | 65,90 |
| Carole Cayer                                 | 150 | 34,10 |
| Taux de participation : 444 / 2140 (20,70 %) |     |       |

- Suspension temporaire du maire Roland-Luc Béliveau peu avant les élections municipales de 2017. Le conseiller Michel Guyon agit à titre de maire intérimaire[6].

## Mont-Saint-Grégoire
| Candidats pour la mairie   | Vote            | %               |
| -------------------------- | --------------- | --------------- |
| Suzanne Boulais (Sortante) | Sans opposition | Sans opposition |

| Candidats conseiller #1  | Vote            | %               |
| ------------------------ | --------------- | --------------- |
| Daniel Bonneau (Sortant) | Sans opposition | Sans opposition |

| Candidats conseiller #2 | Vote | %     |
| ----------------------- | ---- | ----- |
| Ludo Bielen (Sortant)   | 369  | 38,00 |
| Luc Morel               | 358  | 36,87 |
| Michel Blondin          | 244  | 25,13 |

| Candidats conseiller #3 | Vote            | %               |
| ----------------------- | --------------- | --------------- |
| Jacques Plourde         | Sans opposition | Sans opposition |

| Candidats conseiller #4  | Vote | %     |
| ------------------------ | ---- | ----- |
| Jonathan Brisebois       | 535  | 56,61 |
| Yves D'Auteuil (Sortant) | 410  | 43,39 |

| Candidats conseiller #5      | Vote | %     |
| ---------------------------- | ---- | ----- |
| Kevin Patenaude              | 690  | 72,71 |
| Paul-André Boucher (Sortant) | 259  | 27,29 |

| Candidats conseiller #6    | Vote            | %               |
| -------------------------- | --------------- | --------------- |
| Bernard Duchesne (Sortant) | Sans opposition | Sans opposition |

## Noyan
| Candidats pour la mairie | Vote            | %               |
| ------------------------ | --------------- | --------------- |
| Réal Ryan (Sortant)      | Sans opposition | Sans opposition |

| Candidats conseiller #1  | Vote            | %               |
| ------------------------ | --------------- | --------------- |
| Owen MacCallum (Sortant) | Sans opposition | Sans opposition |

| Candidats conseiller #2 | Vote            | %               |
| ----------------------- | --------------- | --------------- |
| Nathan Kaiser (Sortant) | Sans opposition | Sans opposition |

| Candidats conseiller #3 | Vote            | %               |
| ----------------------- | --------------- | --------------- |
| Sonia Chiasson          | Sans opposition | Sans opposition |

| Candidats conseiller #4   | Vote            | %               |
| ------------------------- | --------------- | --------------- |
| Robert Beaumier (Sortant) | Sans opposition | Sans opposition |

| Candidats conseiller #5  | Vote            | %               |
| ------------------------ | --------------- | --------------- |
| Randy R. Smith (Sortant) | Sans opposition | Sans opposition |

| Candidats conseiller #6 | Vote            | %               |
| ----------------------- | --------------- | --------------- |
| Connie Bleau (Sortant)  | Sans opposition | Sans opposition |

## Saint-Alexandre
| Candidats pour la mairie       | Vote | %     |
| ------------------------------ | ---- | ----- |
| Luc Mercier                    | 545  | 46,50 |
| André Bergeron (Sortant)       | 387  | 33,02 |
| Murielle Lepage                | 145  | 12,37 |
| Jean-Pierre Tremblay           | 95   | 8,11  |
| Taux de participation : 65,8 % |      |       |

| Candidats conseiller #1 | Vote | %     |
| ----------------------- | ---- | ----- |
| Yves Barrette (Sortant) | 637  | 55,98 |
| Simon Bessette          | 501  | 44,02 |

| Candidats conseiller #2 | Vote | %     |
| ----------------------- | ---- | ----- |
| Alexandre Provost       | 637  | 55,73 |
| Julien Dupasquier       | 506  | 44,27 |

| Candidats conseiller #3    | Vote | %     |
| -------------------------- | ---- | ----- |
| Bernard Rouselle (Sortant) | 598  | 51,91 |
| Ghyslaine Guillemette      | 554  | 48,09 |

| Candidats conseiller #4 | Vote | %     |
| ----------------------- | ---- | ----- |
| France Quintin Blum     | 573  | 50,04 |
| Marie-Dominique Gillot  | 572  | 49,96 |

| Candidats conseiller #5 | Vote | %     |
| ----------------------- | ---- | ----- |
| Catherine Cardinal      | 773  | 67,87 |
| Maxime Partenza         | 366  | 32,13 |

| Candidats conseiller #6     | Vote | %     |
| --------------------------- | ---- | ----- |
| Laurent Patenaude (Sortant) | 584  | 51,50 |
| Linda Babeux                | 550  | 48,50 |

## Saint-Blaise-sur-Richelieu
| Partis | Partis           | Candidats pour la mairie    | Vote            | %               |
| ------ | ---------------- | --------------------------- | --------------- | --------------- |
|        | Équipe Desmarais | Jacques Desmarais (Sortant) | Sans opposition | Sans opposition |

| Partis | Partis           | Candidats conseiller #1   | Vote            | %               |
| ------ | ---------------- | ------------------------- | --------------- | --------------- |
|        | Équipe Desmarais | Ronald Girardin (Sortant) | Sans opposition | Sans opposition |

| Partis | Partis           | Candidats conseiller #2 | Vote            | %               |
| ------ | ---------------- | ----------------------- | --------------- | --------------- |
|        | Équipe Desmarais | Julie Brosseau          | Sans opposition | Sans opposition |

| Partis | Partis           | Candidats conseiller #3   | Vote            | %               |
| ------ | ---------------- | ------------------------- | --------------- | --------------- |
|        | Équipe Desmarais | Sylvain Raymond (Sortant) | Sans opposition | Sans opposition |

| Partis | Partis           | Candidats conseiller #4 | Vote            | %               |
| ------ | ---------------- | ----------------------- | --------------- | --------------- |
|        | Équipe Desmarais | Éric Lachance (Sortant) | Sans opposition | Sans opposition |

| Partis | Partis           | Candidats conseiller #5  | Vote            | %               |
| ------ | ---------------- | ------------------------ | --------------- | --------------- |
|        | Équipe Desmarais | Jules Bergeron (Sortant) | Sans opposition | Sans opposition |

| Partis | Partis           | Candidats conseiller #6 | Vote            | %               |
| ------ | ---------------- | ----------------------- | --------------- | --------------- |
|        | Équipe Desmarais | Alain Gaucher (Sortant) | Sans opposition | Sans opposition |

## Saint-Paul-de-l'Île-aux-Noix
| Candidats pour la mairie       | Vote | %     |
| ------------------------------ | ---- | ----- |
| Claude Leroux                  | 525  | 63,64 |
| Gérard Dutil (Sortant)         | 300  | 36,36 |
| Taux de participation : 50,8 % |      |       |

| Candidats conseiller #1  | Vote | %     |
| ------------------------ | ---- | ----- |
| Julie Mayer              | 561  | 69,09 |
| Carmen Fortin (Sortante) | 251  | 30,91 |

| Candidats conseiller #2 | Vote            | %               |
| ----------------------- | --------------- | --------------- |
| Linda Gamache (Sortant) | Sans opposition | Sans opposition |

| Candidats conseiller #3 | Vote            | %               |
| ----------------------- | --------------- | --------------- |
| Carol Rivard (Sortante) | Sans opposition | Sans opposition |

| Candidats conseiller #4 | Vote            | %               |
| ----------------------- | --------------- | --------------- |
| Daniel Ponton (Sortant) | Sans opposition | Sans opposition |

| Candidats conseiller #5 | Vote | %     |
| ----------------------- | ---- | ----- |
| France Desroches        | 511  | 64,12 |
| Gilles Laguë            | 286  | 35,88 |

| Candidats conseiller #6 | Vote | %     |
| ----------------------- | ---- | ----- |
| Denis Thomas            | 503  | 62,56 |
| Christiane Fleury       | 301  | 37,44 |

## Saint-Sébastien
| Candidats pour la mairie       | Vote | %     |
| ------------------------------ | ---- | ----- |
| Martin Thibert                 | 194  | 50,26 |
| Michel Surprenant (Sortant)    | 150  | 38,86 |
| Pol Petit                      | 42   | 10,88 |
| Taux de participation : 72,0 % |      |       |

| Candidats conseiller #1     | Vote            | %               |
| --------------------------- | --------------- | --------------- |
| Michel Bonneville (Sortant) | Sans opposition | Sans opposition |

| Candidats conseiller #2 | Vote            | %               |
| ----------------------- | --------------- | --------------- |
| Mark Handschin          | Sans opposition | Sans opposition |

| Candidats conseiller #3      | Vote            | %               |
| ---------------------------- | --------------- | --------------- |
| François Thibodeau (Sortant) | Sans opposition | Sans opposition |

| Candidats conseiller #4   | Vote | %     |
| ------------------------- | ---- | ----- |
| Sylvie Laurain (Sortante) | 220  | 58,51 |
| Michel Hutchison          | 156  | 41,49 |

| Candidats conseiller #5 | Vote            | %               |
| ----------------------- | --------------- | --------------- |
| Michel Morin (Sortant)  | Sans opposition | Sans opposition |

| Candidats conseiller #6    | Vote            | %               |
| -------------------------- | --------------- | --------------- |
| Ghislain Provost (Sortant) | Sans opposition | Sans opposition |

## Saint-Valentin
| Candidats pour la mairie     | Vote            | %               |
| ---------------------------- | --------------- | --------------- |
| Pierre Chamberland (Sortant) | Sans opposition | Sans opposition |

| Candidats conseiller #1   | Vote            | %               |
| ------------------------- | --------------- | --------------- |
| Robert Van Wijk (Sortant) | Sans opposition | Sans opposition |

| Candidats conseiller #2 | Vote | %     |
| ----------------------- | ---- | ----- |
| Mélanie Bisaillon       | 144  | 61,02 |
| Nicole Lussier          | 92   | 39,98 |

| Candidats conseiller #3 | Vote            | %               |
| ----------------------- | --------------- | --------------- |
| Roger Fortin (Sortant)  | Sans opposition | Sans opposition |

| Candidats conseiller #4 | Vote            | %               |
| ----------------------- | --------------- | --------------- |
| Paolo Girard (Sortant)  | Sans opposition | Sans opposition |

| Candidats conseiller #5  | Vote            | %               |
| ------------------------ | --------------- | --------------- |
| Luc Van Velzen (Sortant) | Sans opposition | Sans opposition |

| Candidats conseiller #6    | Vote            | %               |
| -------------------------- | --------------- | --------------- |
| Pierre Vallières (Sortant) | Sans opposition | Sans opposition |

## Sainte-Anne-de-Sabrevois
| Partis                         | Partis           | Candidats pour la mairie | Vote | %     |
| ------------------------------ | ---------------- | ------------------------ | ---- | ----- |
|                                | Équipe Rolland   | Denis Rolland            | 415  | 48,59 |
|                                | Avenir Sabrevois | Sylvain Sévigny          | 288  | 33,72 |
|                                | Indépendant      | Serge Benoît             | 151  | 17,68 |
| Taux de participation : 52,9 % |                  |                          |      |       |

| Partis | Partis           | Candidats conseiller #1 | Vote | %     |
| ------ | ---------------- | ----------------------- | ---- | ----- |
|        | Équipe Rolland   | Jaques Lavallée         | 455  | 55,29 |
|        | Avenir Sabrevois | Ghislaine Williams      | 368  | 44,71 |

| Partis | Partis           | Candidats conseiller #2     | Vote | %     |
| ------ | ---------------- | --------------------------- | ---- | ----- |
|        | Équipe Rolland   | Teresa Gagnon               | 370  | 44,74 |
|        | Avenir Sabrevois | Chantal Jourdain (Sortante) | 335  | 40,51 |
|        | Indépendante     | Louise-Andrée Gilbert       | 122  | 14,75 |

| Partis | Partis           | Candidats conseiller #3      | Vote | %     |
| ------ | ---------------- | ---------------------------- | ---- | ----- |
|        | Équipe Rolland   | Frédéric Bélisle             | 436  | 52,78 |
|        | Avenir Sabrevois | Marc-Antoine Jetté Cournoyer | 390  | 47,22 |

| Partis | Partis           | Candidats conseiller #4  | Vote | %     |
| ------ | ---------------- | ------------------------ | ---- | ----- |
|        | Équipe Rolland   | Guy Chamberland          | 379  | 45,55 |
|        | Avenir Sabrevois | Jacques Oligny (Sortant) | 369  | 44,35 |
|        | Indépendant      | Michel Caissey           | 84   | 10,10 |

| Partis | Partis           | Candidats conseiller #5    | Vote | %     |
| ------ | ---------------- | -------------------------- | ---- | ----- |
|        | Équipe Rolland   | Isabelle Allard            | 437  | 53,62 |
|        | Avenir Sabrevois | Nicole Mallette (Sortante) | 378  | 46,38 |

| Partis | Partis           | Candidats conseiller #6 | Vote | %     |
| ------ | ---------------- | ----------------------- | ---- | ----- |
|        | Équipe Rolland   | Geneviève Girard        | 480  | 58,04 |
|        | Avenir Sabrevois | Brigitte Laquerre       | 347  | 41,96 |

## Sainte-Brigide-d'Iberville
| Partis                         | Partis            | Candidats pour la mairie     | Vote | %     |
| ------------------------------ | ----------------- | ---------------------------- | ---- | ----- |
|                                | Équipe Pro-Action | Mario Van Rossum             | 381  | 55,14 |
|                                | Indépendant       | Patrick Bonvouloir (Sortant) | 310  | 44,86 |
| Taux de participation : 65,6 % |                   |                              |      |       |

| Partis | Partis            | Candidats conseiller #1 | Vote | %     |
| ------ | ----------------- | ----------------------- | ---- | ----- |
|        | Équipe Pro-Action | André Côté (Sortant)    | 327  | 47,74 |
|        | Indépendant       | Claude Vasseur          | 304  | 44,38 |
|        | Indépendant       | Stephens Daneau         | 54   | 7,88  |

| Partis | Partis            | Candidats conseiller #2 | Vote            | %               |
| ------ | ----------------- | ----------------------- | --------------- | --------------- |
|        | Équipe Pro-Action | André Côté (Sortant)    | Sans opposition | Sans opposition |

| Partis | Partis      | Candidats conseiller #3         | Vote | %     |
| ------ | ----------- | ------------------------------- | ---- | ----- |
|        | Indépendant | Philippe Aeschlimann            | 360  | 52,63 |
|        | Indépendant | Jean-Philippe Cuénoud (Sortant) | 324  | 47,37 |

| Partis | Partis            | Candidats conseiller #4    | Vote            | %               |
| ------ | ----------------- | -------------------------- | --------------- | --------------- |
|        | Équipe Pro-Action | Diane Thériault (Sortante) | Sans opposition | Sans opposition |

| Partis | Partis            | Candidats conseiller #5 | Vote | %     |
| ------ | ----------------- | ----------------------- | ---- | ----- |
|        | Équipe Pro-Action | Carole Laroche          | 354  | 51,68 |
|        | Indépendante      | Carole Gagnon           | 246  | 35,91 |
|        | Indépendant       | Alain Denicourt         | 85   | 12,41 |

| Partis | Partis            | Candidats conseiller #1 | Vote | %     |
| ------ | ----------------- | ----------------------- | ---- | ----- |
|        | Indépendant       | Gaétan Coutu (Sortant)  | 353  | 51,01 |
|        | Équipe Pro-Action | Stéphane Surprenant     | 339  | 48,99 |

## Venise-en-Québec
| Partis                         | Partis                     | Candidats pour la mairie | Vote | %     |
| ------------------------------ | -------------------------- | ------------------------ | ---- | ----- |
|                                | Équipe Jacques Landry      | Jacques Landry           | 781  | 85,73 |
|                                | L'Équipe des contribuables | Jean Duchesne            | 130  | 14,27 |
| Taux de participation : 63,2 % |                            |                          |      |       |

| Partis | Partis                     | Candidats conseiller #1    | Vote | %     |
| ------ | -------------------------- | -------------------------- | ---- | ----- |
|        | Équipe Jacques Landry      | Micheline Aubry (Sortante) | 712  | 79,82 |
|        | L'Équipe des contribuables | Michel Dupont              | 180  | 20,18 |

| Partis | Partis                | Candidats conseiller #2 | Vote            | %               |
| ------ | --------------------- | ----------------------- | --------------- | --------------- |
|        | Équipe Jacques Landry | Line Émard (Sortante)   | Sans opposition | Sans opposition |

| Partis | Partis                | Candidats conseiller #3     | Vote            | %               |
| ------ | --------------------- | --------------------------- | --------------- | --------------- |
|        | Équipe Jacques Landry | André Surprenant (Sortante) | Sans opposition | Sans opposition |

| Partis | Partis                | Candidats conseiller #4 | Vote | %     |
| ------ | --------------------- | ----------------------- | ---- | ----- |
|        | Équipe Jacques Landry | Michel Vanier (Sortant) | 637  | 71,09 |
|        | Indépendante          | Claire-Lise Kernen      | 259  | 28,91 |

| Partis | Partis                | Candidats conseiller #5 | Vote            | %               |
| ------ | --------------------- | ----------------------- | --------------- | --------------- |
|        | Équipe Jacques Landry | Gérard Bouthot          | Sans opposition | Sans opposition |

| Partis | Partis                     | Candidats conseiller #6 | Vote | %     |
| ------ | -------------------------- | ----------------------- | ---- | ----- |
|        | Équipe Jacques Landry      | Alain Paquin            | 732  | 82,06 |
|        | L'Équipe des contribuables | Mathieu Germain         | 160  | 17,94 |